# The Thin Ice
Pistes de The Wall
In the Flesh? Another Brick in the Wall (Part 1)
The Thin Ice est une chanson du groupe de rock progressif britannique Pink Floyd. Elle a été écrite par Roger Waters et apparaît sur leur album The Wall sorti en 1979.
Dans l'adaptation cinématographique de l'album, The Wall, les images associées à cette chanson sont d'une part, des milliers d'hommes à la guerre, soit blessés ou morts, puis une scène avec Pink, le héros, baignant dans la piscine de sa chambre d'hôtel.

## Composition
La chanson est moitié calme, moitié forte. La signature rythmique de ce titre est 6/8 (mesures à six croches), comme la chanson précédente, In the Flesh?, mais cette fois, la chanson est en do majeur (C). Elle commence avec les pleurs d'un bébé (le son continu du bébé de la fin d'In the Flesh?). Par la suite, la musique commence, David Gilmour chantant avec une voix douce, dans le rôle de la mère du personnage de l'histoire, Pink.
Vers la première minute, la partie vocale de Gilmour se termine, et Roger Waters prend la parole. À ce moment, le ton de la voix devient plus cynique, s'accordant avec les paroles. Cette partie enchaîne avec un solo de guitare très rock et la chanson termine, enchaînant avec la première partie d'Another Brick in the Wall.

## Analyse des paroles
Comme les autres chansons de l'album The Wall, The Thin Ice raconte une partie de l'histoire de Pink, le personnage principal de l'album. La chanson représente le tout début de la vie de Pink. Elle représente aussi la période fragile de la vie avant que l'on puisse comprendre le monde autour de soi.
Roger Waters, l'auteur de la chanson, explique la chanson : « En fait, à la fin de In the Flesh?, tu entends quelqu'un crier « Roll the sound effects ! » et tu entends le bruit des bombardiers. Ça te donne des indications sur ce qui se passe. C'est donc un flashback, et on commence l'histoire en disant cela. En fait, cela traite plus largement des gens de ma génération ; les bébés de la guerre. Mais ça peut être n'importe qui abandonné par n'importe qui. Mon père a été tué pendant la guerre, et même si ça marche sur certains niveaux, il n'y a pas que la guerre qui puisse séparer un père de son fils. Je pense que toutes les générations doivent pouvoir s'identifier. Vraiment. Le père est aussi… Je suis le père. Les gens qui laissent leur famille pour aller travailler, ce n'est pas que je laisse ma famille pour aller travailler, mais beaucoup de gens le font ou l'ont fait, surtout dans le rock. Ça arrive dans tous les types de boulot, vraiment. Donc, ce n'est pas juste l'histoire de quelqu'un dont le père a été tué pendant la guerre, qui grandit et qui va à l'école, mais cela a trait à l'abandon d'une manière générale ».

## Personnel
- David Gilmour - chant, guitares, synthétiseur Prophet-5
- Nick Mason - batterie
- Roger Waters - chant, basse
- Richard Wright - orgue Hammond, piano